# Верхнеднепровская городская община
Верхнеднепровская городская территориальная община (укр. Верхньодніпровська міська територіальна громада) — территориальная община в Украине, в Каменском районе Днепропетровской области.
Образована 24 мая 2017 путем объединения Верхнеднепровского городского совета и Первомайского сельского совета Верхнеднепровского района. Председатель объединенного общества, избранный в результате местных выборов в октябре 2017 года — Калиниченко Леонид Викторович.

## Населённые пункты
В состав общины входят 1 город (Верхнеднепровск), 2 поселка (Днепровское, Новониколаевка) и 45 сел:
- Авксёновка
- Акимовка
- Андреевка
- Анновка
- Богодаровка
- Боровковка
- Бородаевка
- Бородаевские Хутора
- Братское
- Василевка
- Вольные Хутора
- Водяное
- Воеводовка
- Диденково
- Днепровокаменка
- Домоткань
- Заполички
- Заречье
- Зелёное
- Зуботрясовка
- Ивашково
- Калужино
- Клин
- Корнило-Наталовка
- Кривоносово
- Матюченково
- Мишурин Рог
- Мосты
- Николаевка
- Новогригоровка
- Новосёловка
- Павловка
- Павло-Григоровка
- Подлужье
- Поповка
- Правобережное
- Пушкарёвка
- Самоткань
- Соловьёвка
- Сусловка
- Тарасовка
- Томаковка
- Чепино
- Чубаровка
- Ярок